# 물건보관의무
물건보관의무는 상법특칙상의 의무로 상인이 그의 영업부류에 속하는 계약의 청약을 받은 경우에 청약과 함께 견품 기타의 물건을 받은 때에는 그 청약을 거절한 때에도 청약자의 비용으로 그 물건을 보관하여야 한다는 것이다. 이는 민법의 일반원칙 민법에 의하면 청약과 함께 물건을 받았을 때 그 청약을 거절한 경우에 그 물건의 반환이나 보관의무가 없는 것과 구별된다.